# Montcabrier, Tarn
Montcabrier är en kommun i departementet Tarn i regionen Occitanien i södra Frankrike. Kommunen ligger i kantonen Lavaur som tillhör arrondissementet Castres. År 2022 hade Montcabrier 315 invånare.

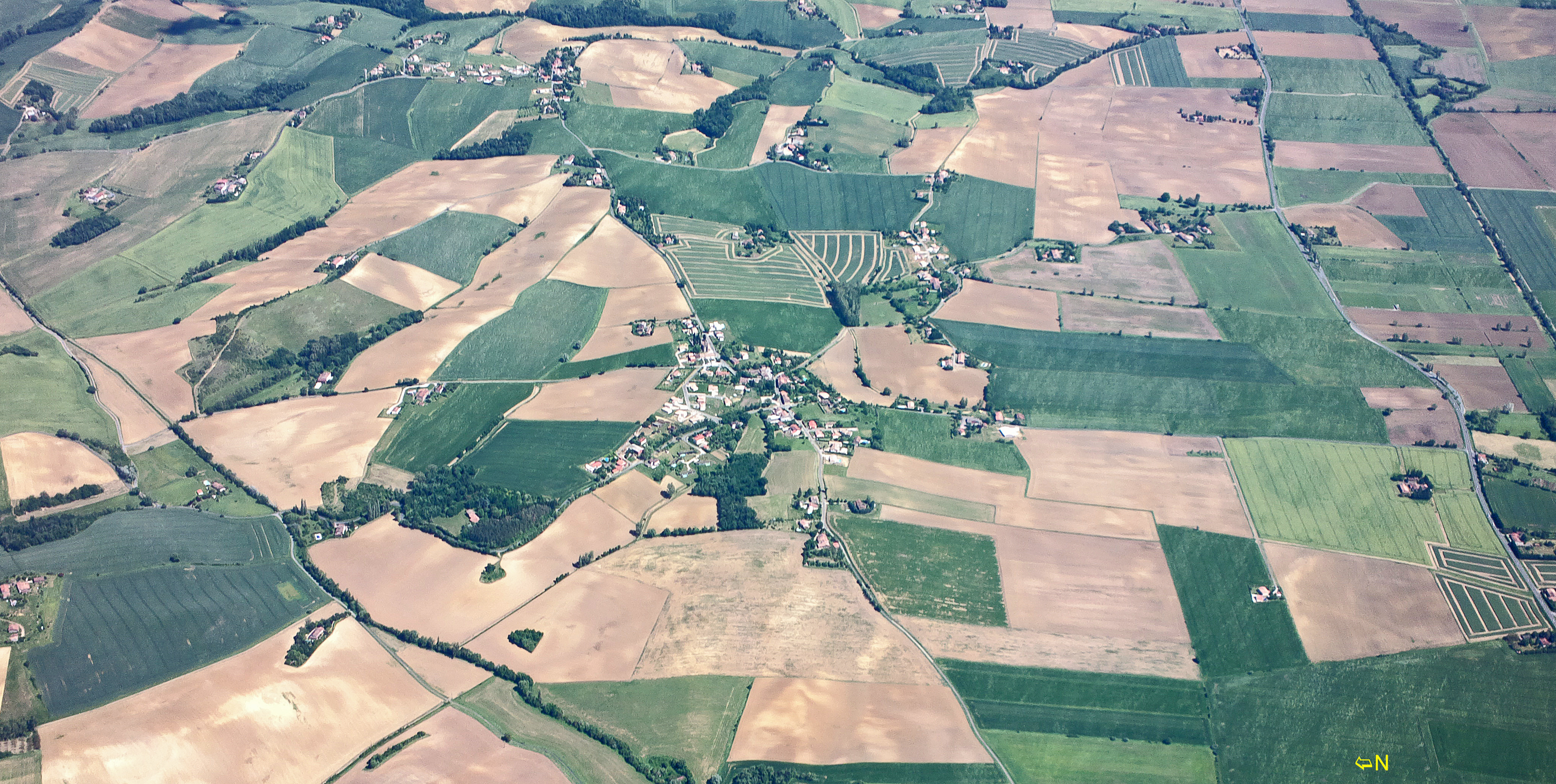
Montcabrier

## Befolkningsutveckling
Antalet invånare i kommunen Montcabrier
| Referens: INSEE |